# Константин Палеолог (полубрат Михаила VIII)
Константин Палеолог (грчки: Κωνσταντίνος Παλαιολόγος; умро 1271) је био византијски племић и млађи полубрат византијског цара Михаила VIII Палеолога.

## Биографија
Константин је рођен око 1230. године. Био је син мегадоместика Андроника Палеолога из Никејског царства и његове друге жене непознатог имена. На Константиновом печату стојало је презиме Дука што наговештава да је његова мајка долазила из те породице. Константинов живот до 1259. године није познат. Тада је добио титулу цезара од свог старијег полубрата цара Михаила VIII. У наредним годинама постао је севастократор. Командовао је византијском војском у неуспешној кампањи против Ахајске кнежевине. Војска је поражена код Приница. Константин је напустио ове области након великог византијског пораза у бици код Макриплагија 1263/4. године. Касније је постао монах по имену Калиник. Умро је 1271. године.

## Потомство
Константин се 1259. или 1260. године оженио Ирином Комнин Ласкарис Врана, која му је родила петоро деце:
- Михаило Комнин Врана Палеолог[7]
- Андроник Врана Дука Анђео Палеолог[8]
- Марија Комнин Врана Ласкарис Дука Торникин Палеолог[9], удата за Исака Комнина Дуку Торника.[10]
- Теодора, удата за Јована Комнина Дуку Анђела Синадина.
- Ћерка непознатог имена удата за Смилеца.[11]

## Извори и литература
- George Pachymeres. De Michaele Palaeologo & Andronicus Palæologus.
- George Acropolites. Annals.
- Bartusis, Mark C. (1997). The Late Byzantine Army: Arms and Society 1204–1453. Philadelphia, Pennsylvania: University of Pennsylvania Press. ISBN 978-0-8122-1620-2.
- Cheynet, Jean-Claude; Vannier, Jean-François (1986). Études Prosopographiques (на језику: French). Paris, France: Publications de la Sorbonne. ISBN 978-2-85944-110-4.
- Hooper, N. & Bennett, M., (1996). The Cambridge Illustrated Atlas of Warfare. Cambridge University Press. ISBN 978-0-521-44049-3.  0-521-44049-1,
- Cawley, Charles, 'Byzantine 1261-1453' from Medieval Lands, by FMG & Charles Cawley, Foundation for Medieval Genealogy, Приступљено August 2012 Проверите вредност парамет(а)ра за датум: |access-date= (помоћ),
- 'Typikon of Theodora Synadene for the Convent of the Mother of God Bebaia Elpis in Constantinople' (trans. Alice-Mary Talbot), from Byzantine Monastic Foundation Documents: A Complete Translation of the Surviving Founder's Typika and Testaments, Thomas, J. & Hero, A.C. (eds.) (Dumbarton Oaks Research Library and Collection, Washington D.C. 2000)